# Nicolás Fuentes
Nicolás Fuentes Fuentes (* 20. Februar 1941 in Lima; † 28. Oktober 2015) war ein peruanischer Fußballspieler. Auf Vereinsebene mehrfacher Meister mit Universitario de Deportes sowie einmal mit Defensor Lima, nahm er mit der Nationalmannschaft seines Heimatlandes auch an der Fußball-Weltmeisterschaft 1970 in Mexiko teil.

## Karriere

### Vereinskarriere
Nicolás Fuentes, geboren 1941 in der peruanischen Hauptstadt Lima, begann seine fußballerische Laufbahn von 1961 bis 1963 beim Verein Atlético Chalaco in Callao. Bei dem zweifachen Meister des Andenlandes präsentierte sich der junge Verteidiger auch den Talentspähern größerer Vereine. So kam es, dass 1963 der peruanische Rekordmeister Universitario de Deportes auf Fuentes aufmerksam wurde.
In der Folge stand Nicolás Fuentes von 1964 bis 1972 acht Jahre lang für Universitario de Deportes auf dem Platz und erlebte dabei eine der erfolgreichsten Phasen der Vereinsgeschichte. In diesen acht Jahren gelang es Universitario, bei dem zur damaligen Zeit unter anderem Spieler wie etwa Héctor Chumpitaz, Luis Cruzado oder Percy Rojas unter Vertrag standen, fünfmal die peruanische Fußballmeisterschaft zu gewinnen. In den Jahren 1964, 1966, 1967, 1969 und 1971 stand man am Ende der Saison ganz oben im peruanischen Fußball. Weniger erfolgreich verliefen jedoch die Auftritte auf internationaler Ebene. Regelmäßig für die Copa Libertadores qualifiziert, gelang es dem Verein jedoch nie, über die zweite Gruppenphase hinauszukommen. Erst in Nicolás Fuentes’ letztem Jahr bei Universitario de Deportes konnte sich der Verein für das Endspiel qualifizieren, wo man auf den argentinischen Vertreter Independiente Avellaneda traf, nachdem man in der zweiten Gruppenphase den ersten Platz jeweils punktgleich mit Nacional Montevideo und Peñarol Montevideo, aber mit der besseren Tordifferenz erreicht hatte. Nach einem torlosen Remis im Estadio Nacional von Lima musste sich das Team des uruguayischen Trainers Roberto Scarone jedoch in Avellaneda mit 1:2 geschlagen geben und verlor das erste Copa-Libertadores-Endspiel einer peruanischen Mannschaft überhaupt.
Wenig später verließ Nicolás Fuentes Universitario de Deportes und schloss sich Defensor Lima an. Dieser heute in die Bedeutungslosigkeit des unterklassigen peruanischen Fußballs abgeglittene Verein zählte damals durchaus zu den ersten Adressen im Fußball Perus. Unter Trainer Roque Máspoli, 1950 als Spieler mit Uruguay überraschend Fußball-Weltmeister, spielte Defensor Lima 1973 seine beste Spielzeit überhaupt und konnte sich am Ende der Saison den Titel des peruanischen Fußballmeisters erarbeiten. Nach der regulären Saison nur auf Platz vier rangierend, steigerte sich das Team in der Finalrunde und beendete diese auf dem ersten Rang mit einem Punkt Vorsprung auf Sporting Cristal. Durch diesen Titelgewinn war Defensor Lima auch für die Copa Libertadores 1974 startberechtigt, wo man die erste Gruppenphase als Gruppensieger vor CD El Nacional sowie Universidad Católica jeweils aus Ecuador und Ligakonkurrent Sporting Cristal beendete und sich somit für die zweite Gruppenphase qualifizierte, wo dann allerdings als Gruppenletzter der Gruppe zwei hinter dem FC São Paulo aus Brasilien sowie CD Los Millonarios aus Kolumbien das Aus kam.
1974 wechselte Nicolás Fuentes erneut den Arbeitgeber und ging noch für ein Jahr zu Sporting Cristal, wo er 1975 seine fußballerische Laufbahn im Alter von 34 Jahren beendete.

### Nationalmannschaft
Zwischen 1965 und 1970 brachte es Nicolás Fuentes auf insgesamt siebzehn Einsätze in der peruanischen Fußballnationalmannschaft. Ein Torerfolg gelang ihm hierbei nicht. Von Nationalcoach Didi wurde er ins Aufgebot der Südamerikaner für die Fußball-Weltmeisterschaft 1970 in Mexiko berufen. Bei dem Turnier fungierte der Abwehrspieler als Stammkraft und wurde in allen vier Partien der peruanischen Mannschaft eingesetzt. Diese beendete die Gruppenphase als Zweiter hinter der Bundesrepublik Deutschland sowie vor Bulgarien und Marokko. Im Viertelfinale traf man dann auf Brasilien, unterlag mit 2:4 und schied aus dem Weltturnier aus.

## Erfolge
- Peruanische Meisterschaft: 6×

1964, 1966, 1967, 1969 und 1971 mit Universitario de Deportes
1973 mit Defensor Lima